# 12 век
12 век започва на 1 януари 1101 г. и свършва на 31 декември 1200 г.

## Събития
- 1100 – 1111 г. – Война между папа Паскал II и германския император Хайнрих V, която завършва с договора от Сутри.
- 1102 г. – Кралство Хърватия окончателно е присъединено към Унгария.
- 1104 г. – Създаване на архиепископство Лунд в Дания (на територията на дн. Швеция)
- 1106 – 1111 г. – След големите си поражения в края на 12 век испанската арабска династия Алморавиди си връща Севиля и Сарагоса, но поражението при Барселона (1114) слага край на тази контраофанзива.
- 1118 г. – Създаване на ордена на Тамплиерите.
- 1118 г. – Алфонсо I Арагонски превзема Сарагоса, по-късно столица на кралство Арагон.
- 1122 г. – Поражение на печенегите при Берое (Стара Загора) от византийската армия.
- 1125 г. – Начало на нова вълна в германския натиск на изток – създадени са марките Лузатия и Алтмарк
- 1127 г. – Английският крал Хенри I принуждава аристокрацията да признае дъщеря му Матилда за наследница на трона. Тя е омъжена за анжуйския граф Жофроа IV.
- 1130 г. – Сверкер Старият поставя началото на династията Сверкер в Швеция.
- 1130 – 1139 г. – Обединение на южна Италия под властта на норманския крал Рожер II – Сицилия, Калабрия, Апулия, през 1137 г. присъединява Амалфи, през 1139 – Неапол. Така той създава Кралството на Двете Сицилии.
- 1137 г. – Арагон и Каталония се обединяват в една държава.
- 1138 г. – Централизация на Полша чрез въвеждането на т. нар. Сеньорат – отговорност на аристокрацията пред краля. Отменен е през 1180, когато започва период на децентрализация и свобода на аристокрацията.
- 1138 г. – Малка Армения (държава в Мала Азия) се подчинява на Византия.
- 1139 г. – Португалският граф Афонсу I побеждава маврите в битката при Орике и се провъзгласява за крал.
- 1147 г. – Португалците превземат Лисабон – тяхната бъдеща столица.
- 1147 г. – Първо споменаване на Москва.
- 1147 – 1149 г. – Втори кръстоносен поход. Негови водачи са германският император Конрад III и френският крал Луи VII. Между двамата владетели царува фатално неразбирателство и макар да се срещат в Йерусалим през 1148, поотделно обсаждат Дамаск и Аскалон. Не постигат успех.
- 1152 г. – Луи VII се развежда с Елеонор Аквитанска, която се омъжва да анжуйския граф Анри. Те двамата владеят три пъти повече френски земи, отколкото самия крал.
- 1154 г. – Анжуйският граф Анри наследява по майчина линия английския престол и става английски крал като Хенри II Плантагенет.
- 1155 г. – Първи италиански поход на германския крал Фридрих I Барбароса. Той принуждава папа Адриан IV да го короняса за император.
- 1155 – 1170 г. – Томас Бекет канцлер на Англия.
- 1158 г. – Кръстоносните държави в Сирия стават васални на Византия.
- 1161 г. – Създаване на Ханзата – търговски съюз на северогерманските градове, който доминира в търговията в Северна Европа до 15 век.
- 1163 – 1182 г. – Построяване на катедралата „Нотр Дам“ в Париж.
- 1164 г. – Конституцията на Кларендън в Англия създава съдилища за криминални престъпления на духовниците. Томас Бекет се съпротивлява и е екзекутиран.
- 1164 г. – Норвежкият парламент в Берген издига искането епископите да могат да избират краля.
- 1164 г. – Създаване на архиепископството Упсала в Швеция.
- 1167 г. – Основаване на университета в Оксфорд.
- 1168 г. – Установяване на ацтеките в Мексико.
- 1168 г. – Начало на възхода на Дания при Валдемар Велики с покоряването на остров Рюген. По-късно при Канут IV тя завладява Померания (1184) и Холщайн (1201) с Любек и Хамбург.
- 1168 г. – Създаване на Ломбардската лига в Северна Италия – съюз на 20-на града (Болоня, Милано, Парма, Модена, Бреша, Мантуа, Верона, Ферара), който си поставя за цел да прекрати постоянните походи на германските императори в Италия.
- 1171 г. – Начало на завладяването на Ирландия от англичаните.
- 1176 г. – Победа на Ломбардската лига над Фридрих I Барбароса при Леняно. Договорът между тях е сключен през 1183 г. в Констанс.
- 1176 г. – Поражение на византийците от селджукските турци при Мириокефалон в Армения – крах на византийската военна мощ.
- 1185 г. – сицилианските нормани превземат Солун.
- 1185 – 1187 г. – Въстание на българите начело с Асен и Петър срещу византийската власт, което завършва със създаването на Второто Българско царство.
- 1187 г. – Султан Саладдин превзема Йерусалим.
- 1189 – 1191 г. – Трети кръстоносен поход, който има за цел да възстанови властта на християните върху Йерусалим. Водачи са френският крал Филип II, английският Ричард I Лъвското Сърце и германският император Фридрих I Барбароса. Кръстоносците превземат Сен Жан д'Акр, Тир и Яфа, но не и Йерусалим. В ръцете им попада също и остров Кипър (1191 г.), който Ричард I отстъпва на фамилията Лузинян.
- 1190 г. – Битката в Тревненския проход, в която Асен разбива византийската армия.
- 1192 г. – Създаване на шогуната в Япония.
- 1194 г. – Германският император Хайнрих VI наследява Кралството на Двете Сицилии – начало на властта на Хоенщауфените в южна Италия.
- 1196 г. – Темучин налага властта си над всички монголски племена и приема името Чингиз хан.

## Владетели и династии
Византия Династия на Комнините: Алексий I Комнин (1081 – 1118), Йоан II (1118 – 1143), Мануил I (1143 – 1180), Алексий II (1180 – 1183), Андроник I Комнин (1183 – 1185); Династия на Ангелите: Исаак II (1185 – 1195), Алексий III (1195 – 1203).
Свещена Римска империя Франконска династия: Хайнрих IV (1056 – 1106), Хайнрих V (1106 – 1125); Лотар II (1125 – 1137); Династия Хоенщауфен: Конрад III (1138 – 1152), Фридрих I Барбароса (1152 – 1190), Хайнрих VI (1190 – 1197), Филип Швабски (1198 – 1208).
Франция Династия Капетинги: Филип I (1060 – 1108), Луи VI (1108 – 1137), Луи VII (1137 – 1180), Филип II Август (1180 – 1223).
Англия Норманска династия: Хенри I (1100 – 1135); Стивън (1135 – 1154); Династия Плантагенет: Хенри II (1154 – 1189), Ричард I Лъвското сърце (1189 – 1199), Джон (1199 – 1216).
Кралство на двете Сицилии Норманска династия: Симон (1101 – 1105), Рожер II (1105 – 1154), Гийом I (1154 – 1166), Гийом II (1166 – 1189), Танкред (1190 – 1194), Гийом III (1194); Династия Хоенщауфен: Хайнрих V (1194 – 1197), Фридрих II (1197 – 1250).
Кастилия Наварска династия: Алфонсо VI (1065 – 1109), Урака (1109 – 1126); Бургундска династия: Алфонсо VII (1126 – 1157), Санчо III (1157 – 1158), Алфонсо VIII (1158 – 1214).
Португалия Бургундска династия: Енрике I (1097 – 1112), Афонсу I (1112 – 1185), Саншу I (1185 – 1211).
Норвегия Династия Вестфолд: Магнус III Босоногия (1093 – 1103), Сигурд I Кръстоносеца (1103 – 1130), Харалд IV Гиле (1130 – 1136), Сигурд II Мун (1136 – 1155), Инге I Крокрюг (1136 – 1161), Магнус V Ерлингсон (1161 – 1184), Свере Сигурдсон (1184 – 1202).
Дания Династия Естридсен: Ерик I (1095 – 1103), Нилс (1104 – 1134), Ерик II (1134 – 1137), Ерик III (1137 – 1146), Канут III (1146 – 1157), Валдемар II Велики (1157 – 1182), Канут IV (1182 – 1202).
Швеция Династия Стенкил: Инге I (1083 – 1110), Филип (1110 – 1118), Инге II (1118 – 1130); Династия Сверкер: Сверкер I (1130 – 1156), Свети Ерик (1156 – 1160), Карл Сверкерсон (1161 – 1167), Кол Йонсон (1167 – 1173), Канут Ериксон (1173 – 1196), Сверкер II (1196 – 1208).